# Кастеллетто-Черво
Кастеллетто-Черво (итал. Castelletto Cervo) — коммуна в Италии, располагается в регионе Пьемонт, в провинции Бьелла.
Население составляет 898 человек (2008 г.), плотность населения составляет 61 чел./км². Занимает площадь 14 км². Почтовый индекс — 13851. Телефонный код — 0161.
Покровителями коммуны почитаются святые апостолы Пётр и Павел, празднование 29 июня, а также Фома.

## Демография
Динамика населения:

## Администрация коммуны
- Официальный сайт: http://www.comune.castellettocervo.bi.it/ Архивная копия от 21 августа 2008 на Wayback Machine